# Tilloy-lès-Conty
Tilloy-lès-Conty – miejscowość i dawna gmina we Francji, w regionie Hauts-de-France, w departamencie Somma. W 2016 roku populacja ówczesnej gminy wynosiła 253 mieszkańców. 
W dniu 1 stycznia 2019 roku z połączenia trzech ówczesnych gmin – Lœuilly, Neuville-lès-Lœuilly oraz Tilloy-lès-Conty – powstała nowa gmina Ô-de-Selle. Siedzibą gminy została miejscowość Lœuilly. 